# Cryptosepalum ambamense
Espèce
Synonymes
Cryptosepalum elegans Letouzey (1984)
Cryptosepalum ambamense est une espèce de plantes à fleurs de la famille des Fabaceae, du genre Cryptosepalum. C'est une plante endémique du Cameroun observée dans la localité d'Ambam (Région du Sud), à laquelle elle doit son épithète spécifique ambamense. Cette plante est consommée par l'homme et les animaux d'élevage, mais est tout aussi utile pour divers travaux. En apiculture, son écorce est utilisée pour la construction des ruches.